# 美少女無罪♡パイレーツ
美少女無罪♡パイレーツ（びしょうじょむざい♡ぱいれーつ）とは2023年7月31日に発売された宝鐘マリンの楽曲である。

## 概要
「美少女無罪♡パイレーツ」は、2023年7月30日に自身の誕生ライブで披露した後、翌日にシングルとして、ホロライブから一般発売された。
公開されてからTikTokを始めとしたSNSなどで人気になりYouTubeの再生数は投稿からわずか39日後の9月7日に1000万回に到達。これはそれまでVTuber最速であったピーナッツくんの「刀ピークリスマスのテーマソング2022」の42日を超える新記録であり、その前の最速記録がマリンの過去作「I'm Your Treasure Box *あなたは マリンせんちょうを たからばこからみつけた。」のため、「一度ピーナッツくんに奪われたYouTube1000万再生最速記録の座を奪い返した」と言える。。しかし、同月27日にしぐれういの「粛聖!! ロリ神レクイエム☆」が投稿17日での1000万再生到達という新記録を樹立したため、わずか20日で最速記録の座から陥落することとなった。